# Paweł Sikora (dziennikarz)
Paweł Sikora (ur. 6 lutego 1977) – polski dziennikarz telewizyjny. Zajmuje się sportem. Pracuje w telewizji Polsat.

## Kariera zawodowa
Były dziennikarz Radia Echo Nowy Sącz. Karierę w mediach ogólnopolskich rozpoczął na studiach, jesienią 1998. W warszawskim oddziale radia RMF FM przygotowywał wiadomości dla kierowców, był reporterem miejskim. Potem razem z Piotrem Salakiem, Sebastianem Szczęsnym i Wojciechem Słoniem prowadził Fakty Sportowe. Relacjonował występy Adama Małysza w konkursach Pucharu Świata w skokach narciarskich, Turnieju Czterech Skoczni i Mistrzostwach Świata w Narciarstwie Klasycznym 2005. Był wysłannikiem RMF FM na Zimowe Igrzyska Olimpijskie 2006 w Turynie, Euro 2004 w Portugalii, Mistrzostwa Świata w Piłce Nożnej 2006 w Niemczech i Mistrzostwa Europy w siatkówce 2001 w Czechach. Współpracował z telewizją Canal+ jako prezenter i reporter na meczach polskiej ekstraklasy. Nadawał korespondencje z kolarskiego Tour de Pologne i rozgrywek plażowej piłki nożnej. Po 8 latach pracy w RMF FM, w październiku 2006 Sikora odszedł do nowego kanału sportowego ITI – nSport. Prowadził serwisy sportowe TVN24. Pod koniec 2007 roku związał się z TV Puls. Od 1 września 2008 w telewizji Polsat. Pisał felietony do polonijnego tygodnika „Goniec Polski”, który ukazuje się Londynie.